# Élections législatives de 1997 dans l'Oise
Les élections législatives françaises de 1997 se déroulent le 25 mai et le 1er juin 1997. Dans le département de l'Oise, sept députés sont à élire dans le cadre de sept circonscriptions.

## Élus
| Circonscription | Député sortant         | Parti | Parti    | Député élu ou réélu | Parti | Parti |
| --------------- | ---------------------- | ----- | -------- | ------------------- | ----- | ----- |
| 1re             | Olivier Dassault       |       | RPR      | Yves Rome           |       | PS    |
| 2e              | Jean-François Mancel   |       | RPR      | Béatrice Marre      |       | PS    |
| 3e              | Ernest Chénière        |       | RPR      | Michel Françaix     |       | PS    |
| 4e              | Arthur Dehaine         |       | RPR      | Arthur Dehaine      |       | RPR   |
| 5e              | Lucien Degauchy        |       | RPR      | Lucien Degauchy     |       | RPR   |
| 6e              | François-Michel Gonnot |       | UDF (PR) | Patrice Carvalho    |       | PCF   |
| 7e              | Jean-Pierre Braine     |       | PS       | Jean-Pierre Braine  |       | PS    |

## Résultats

### Résultats à l'échelle du département
| Parti          | Parti                              | Premier tour | Premier tour | Second tour | Second tour | Sièges |
| Parti          | Parti                              | Voix         | %            | Voix        | %           | Sièges |
| -------------- | ---------------------------------- | ------------ | ------------ | ----------- | ----------- | ------ |
|                | Parti socialiste                   | 77 160       | 23,54        | 130 101     | 37,03       | 4      |
|                | Parti communiste français          | 35 915       | 10,96        | 20 641      | 5,88        | 1      |
|                | Les Verts                          | 8 157        | 2,49         |             |             | 0      |
|                | Mouvement des citoyens             | 3 608        | 1,10         | 0           |             |        |
|                | Divers gauche                      | 2 266        | 0,69         | 0           |             |        |
|                | Gauche plurielle                   | 127 106      | 38,78        | 150 742     | 42,91       | 5      |
|                |                                    |              |              |             |             |        |
|                | Rassemblement pour la République   | 69 774       | 21,29        | 102 415     | 29,15       | 2      |
|                | Union pour la démocratie française | 22 614       | 6,90         | 34 836      | 9,92        | 0      |
|                | La Droite indépendante             | 11 127       | 3,39         |             |             | 0      |
|                | Divers droite                      | 550          | 0,17         | 0           |             |        |
|                | Mouvement des réformateurs         | 128          | 0,04         | 0           |             |        |
|                | Droite parlementaire               | 104 193      | 31,79        | 137 251     | 39,07       | 2      |
|                |                                    |              |              |             |             |        |
|                | Front national                     | 72 076       | 21,99        | 63 321      | 18,02       | 0      |
|                | Divers écologiste dont MÉI et GÉ   | 12 653       | 3,86         |             |             | 0      |
|                | Extrême gauche dont LO et PT       | 11 749       | 3,58         | 0           |             |        |
|                |                                    |              |              |             |             |        |
| Inscrits       | Inscrits                           | 482 201      | 100,00       | 482 131     | 100,00      | 7      |
| Abstentions    | Abstentions                        | 140 102      | 29,05        | 119 324     | 24,75       |        |
| Votants        | Votants                            | 342 099      | 70,95        | 362 807     | 75,25       |        |
| Blancs et nuls | Blancs et nuls                     | 14 322       | 4,19         | 11 493      | 3,17        |        |
| Exprimés       | Exprimés                           | 327 777      | 95,81        | 351 314     | 96,83       |        |

### Résultats par circonscription

#### Première circonscription (Beauvais-Nord)
| Candidat       | Candidat                 | Parti          | Premier tour | Premier tour | Second tour | Second tour |  |
| Candidat       | Candidat                 | Parti          | Voix         | %            | Voix        | %           |  |
| -------------- | ------------------------ | -------------- | ------------ | ------------ | ----------- | ----------- |  |
|                | Olivier Dassault sortant | RPR            | 14 926       | 29,51        | 21 417      | 39,56       |  |
|                | Yves Rome élu            | PS             | 13 618       | 26,92        | 23 856      | 44,06       |  |
|                | Laurent Isidore          | FN             | 10 288       | 20,34        | 8 868       | 16,38       |  |
|                | Thierry Aury             | PCF            | 4 118        | 8,14         |             |             |  |
|                | Éric Mardyla             | LDI (MPF)      | 2 490        | 4,92         |             |             |  |
|                | Gilles Berg              | LO             | 2 038        | 4,03         |             |             |  |
|                | Georges Toutain          | GÉ             | 1 613        | 3,19         |             |             |  |
|                | Didier Placet            | Les Verts      | 925          | 1,83         |             |             |  |
|                | Didier Gusse             | MÉI            | 565          | 1,12         |             |             |  |
|                |                          |                |              |              |             |             |  |
| Inscrits       | Inscrits                 | Inscrits       | 71 029       | 100,00       | 70 967      | 100,00      |  |
| Abstentions    | Abstentions              | Abstentions    | 18 047       | 25,41        | 14 959      | 21,08       |  |
| Votants        | Votants                  | Votants        | 52 982       | 74,59        | 56 008      | 78,92       |  |
| Blancs et nuls | Blancs et nuls           | Blancs et nuls | 2 401        | 4,53         | 1 867       | 3,33        |  |
| Exprimés       | Exprimés                 | Exprimés       | 50 581       | 95,47        | 54 141      | 96,67       |  |

#### Deuxième circonscription (Beauvais-Ouest)
| Candidat       | Candidat                     | Parti          | Premier tour | Premier tour | Second tour | Second tour |  |
| Candidat       | Candidat                     | Parti          | Voix         | %            | Voix        | %           |  |
| -------------- | ---------------------------- | -------------- | ------------ | ------------ | ----------- | ----------- |  |
|                | Jean-François Mancel sortant | RPR            | 14 426       | 27,93        | 21 791      | 39,26       |  |
|                | Béatrice Marre élue          | PS             | 12 798       | 24,78        | 23 734      | 42,76       |  |
|                | Eric Delcroix                | FN             | 11 446       | 22,16        | 9 984       | 17,99       |  |
|                | Alain Visa                   | PCF            | 3 661        | 7,09         |             |             |  |
|                | Jean-Claude Giret            | LDI (MPF)      | 2 707        | 5,24         |             |             |  |
|                | Yves Gaillard                | LO             | 1 901        | 3,68         |             |             |  |
|                | Jean-François Lassalle       | GÉ             | 1 566        | 3,03         |             |             |  |
|                | Philippe Dillmann            | Les Verts      | 1 499        | 2,9          |             |             |  |
|                | Bernard Lahitte              | MÉI            | 898          | 1,74         |             |             |  |
|                | Sylvie Campana               | MDC            | 747          | 1,45         |             |             |  |
|                |                              |                |              |              |             |             |  |
| Inscrits       | Inscrits                     | Inscrits       | 74 635       | 100,00       | 74 634      | 100,00      |  |
| Abstentions    | Abstentions                  | Abstentions    | 20 114       | 26,95        | 16 902      | 22,65       |  |
| Votants        | Votants                      | Votants        | 54 521       | 73,05        | 57 732      | 77,35       |  |
| Blancs et nuls | Blancs et nuls               | Blancs et nuls | 2 872        | 5,27         | 2 223       | 3,85        |  |
| Exprimés       | Exprimés                     | Exprimés       | 51 649       | 94,73        | 55 509      | 96,15       |  |

#### Troisième circonscription (Creil)
| Candidat       | Candidat                | Parti          | Premier tour | Premier tour | Second tour | Second tour |  |
| Candidat       | Candidat                | Parti          | Voix         | %            | Voix        | %           |  |
| -------------- | ----------------------- | -------------- | ------------ | ------------ | ----------- | ----------- |  |
|                | Michel Françaix élu     | PS             | 10 587       | 25,47        | 20 882      | 46,92       |  |
|                | Michel Guiniot          | FN             | 10 541       | 25,36        | 10 679      | 24          |  |
|                | Ernest Chénière sortant | RPR            | 8 641        | 20,79        | 12 940      | 29,08       |  |
|                | Jean-Pierre Bosino      | PCF            | 5 614        | 13,5         |             |             |  |
|                | Corinne Pascal-Thibout  | Les Verts      | 1 702        | 4,09         |             |             |  |
|                | Roland Szpirko          | LO             | 1 348        | 3,24         |             |             |  |
|                | Annick Potelle-Drobecq  | LDI (CNIP)     | 1 002        | 2,41         |             |             |  |
|                | Daniel Bertaux          | MÉI            | 872          | 2,1          |             |             |  |
|                | Gérard Welker           | MDC            | 655          | 1,58         |             |             |  |
|                | Monique Bouzin          | PT             | 483          | 1,16         |             |             |  |
|                | Guy Guioubly            | MDR            | 128          | 0,31         |             |             |  |
|                |                         |                |              |              |             |             |  |
| Inscrits       | Inscrits                | Inscrits       | 63 984       | 100,00       | 63 983      | 100,00      |  |
| Abstentions    | Abstentions             | Abstentions    | 20 620       | 32,23        | 17 994      | 28,12       |  |
| Votants        | Votants                 | Votants        | 43 364       | 67,77        | 45 989      | 71,88       |  |
| Blancs et nuls | Blancs et nuls          | Blancs et nuls | 1 791        | 4,13         | 1 488       | 3,24        |  |
| Exprimés       | Exprimés                | Exprimés       | 41 573       | 95,87        | 44 501      | 96,76       |  |

#### Quatrième circonscription (Senlis)
| Candidat       | Candidat                     | Parti          | Premier tour | Premier tour | Second tour | Second tour |  |
| Candidat       | Candidat                     | Parti          | Voix         | %            | Voix        | %           |  |
| -------------- | ---------------------------- | -------------- | ------------ | ------------ | ----------- | ----------- |  |
|                | Arthur Dehaine sortant réélu | RPR            | 17 635       | 34,84        | 26 161      | 47,69       |  |
|                | Jacques Dray                 | PS             | 11 181       | 22,09        | 20 209      | 36,84       |  |
|                | Philippe Evrard              | FN             | 10 206       | 20,16        | 8 487       | 15,47       |  |
|                | Serge Salomon                | PCF            | 3 647        | 7,2          |             |             |  |
|                | Lucien Scoffham              | GÉ             | 2 082        | 4,11         |             |             |  |
|                | Daniel Couturet              | LDI (MPF)      | 1 964        | 3,88         |             |             |  |
|                | Franck Plain                 | LO             | 1 693        | 3,34         |             |             |  |
|                | Louis Perrier                | Les Verts      | 1 416        | 2,8          |             |             |  |
|                | Georges Brossaud             | US4J           | 796          | 1,57         |             |             |  |
|                |                              |                |              |              |             |             |  |
| Inscrits       | Inscrits                     | Inscrits       | 78 162       | 100,00       | 78 158      | 100,00      |  |
| Abstentions    | Abstentions                  | Abstentions    | 25 504       | 32,63        | 21 667      | 27,72       |  |
| Votants        | Votants                      | Votants        | 52 658       | 67,37        | 56 491      | 72,28       |  |
| Blancs et nuls | Blancs et nuls               | Blancs et nuls | 2 038        | 3,87         | 1 634       | 2,89        |  |
| Exprimés       | Exprimés                     | Exprimés       | 50 620       | 96,13        | 54 857      | 97,11       |  |

#### Cinquième circonscription (Compiègne)
| Candidat       | Candidat                      | Parti          | Premier tour | Premier tour | Second tour | Second tour |  |
| Candidat       | Candidat                      | Parti          | Voix         | %            | Voix        | %           |  |
| -------------- | ----------------------------- | -------------- | ------------ | ------------ | ----------- | ----------- |  |
|                | Lucien Degauchy sortant réélu | RPR            | 14 146       | 33,04        | 20 106      | 43,75       |  |
|                | Laurence Rossignol            | PS             | 9 620        | 22,47        | 19 418      | 42,25       |  |
|                | Jean-Paul Letourneur          | FN             | 8 035        | 18,77        | 6 434       | 14          |  |
|                | Hélène Masure                 | PCF            | 3 616        | 8,45         |             |             |  |
|                | Béatrice Patrie               | MDC            | 2 206        | 5,15         |             |             |  |
|                | Éric Dancoisne                | MÉI            | 1 698        | 3,97         |             |             |  |
|                | Bruno Ferlay                  | LO             | 1 260        | 2,94         |             |             |  |
|                | Françoise Courtalhac          | Divers gauche  | 1 217        | 2,84         |             |             |  |
|                | Michel Drouard                | LDI (MPF)      | 1 016        | 2,37         |             |             |  |
|                |                               |                |              |              |             |             |  |
| Inscrits       | Inscrits                      | Inscrits       | 62 448       | 100,00       | 62 448      | 100,00      |  |
| Abstentions    | Abstentions                   | Abstentions    | 17 932       | 28,72        | 15 181      | 24,31       |  |
| Votants        | Votants                       | Votants        | 44 516       | 71,28        | 47 267      | 75,69       |  |
| Blancs et nuls | Blancs et nuls                | Blancs et nuls | 1 702        | 3,82         | 1 309       | 2,77        |  |
| Exprimés       | Exprimés                      | Exprimés       | 42 814       | 96,18        | 45 958      | 97,23       |  |

#### Sixième circonscription (Noyon)
| Candidat       | Candidat                       | Parti             | Premier tour | Premier tour | Second tour | Second tour |  |
| Candidat       | Candidat                       | Parti             | Voix         | %            | Voix        | %           |  |
| -------------- | ------------------------------ | ----------------- | ------------ | ------------ | ----------- | ----------- |  |
|                | François-Michel Gonnot sortant | UDF (PR)          | 12 681       | 27,6         | 20 038      | 40,92       |  |
|                | Patrice Carvalho élu           | PCF               | 10 862       | 23,64        | 20 641      | 42,15       |  |
|                | Pierre Descaves                | FN                | 10 287       | 22,39        | 8 293       | 16,93       |  |
|                | Jean-Jacques Cousin            | PS                | 6 756        | 14,71        |             |             |  |
|                | Françoise Hacquart             | Les Verts         | 1 267        | 2,76         |             |             |  |
|                | Jean-Marc Iskin                | LO                | 1 062        | 2,31         |             |             |  |
|                | André Pauquet                  | Divers écologiste | 919          | 2            |             |             |  |
|                | Benoit Hofferer                | LDI (CNIP)        | 835          | 1,82         |             |             |  |
|                | Claude Gouigoux                | Divers droite     | 550          | 1,2          |             |             |  |
|                | Elisabeth Fontaine             | MÉI               | 470          | 1,02         |             |             |  |
|                | Guy Schaub                     | US4J              | 253          | 0,55         |             |             |  |
|                |                                |                   |              |              |             |             |  |
| Inscrits       | Inscrits                       | Inscrits          | 65 670       | 100,00       | 65 671      | 100,00      |  |
| Abstentions    | Abstentions                    | Abstentions       | 18 120       | 27,59        | 15 356      | 23,38       |  |
| Votants        | Votants                        | Votants           | 47 550       | 72,41        | 50 315      | 76,62       |  |
| Blancs et nuls | Blancs et nuls                 | Blancs et nuls    | 1 608        | 3,38         | 1 343       | 2,67        |  |
| Exprimés       | Exprimés                       | Exprimés          | 45 942       | 96,62        | 48 972      | 97,33       |  |

#### Septième circonscription (Clermont)
| Candidat       | Candidat                         | Parti          | Premier tour | Premier tour | Second tour | Second tour |  |
| Candidat       | Candidat                         | Parti          | Voix         | %            | Voix        | %           |  |
| -------------- | -------------------------------- | -------------- | ------------ | ------------ | ----------- | ----------- |  |
|                | Jean-Pierre Braine sortant réélu | PS             | 12 600       | 28,25        | 22 002      | 46,44       |  |
|                | Olivier François                 | FN             | 11 273       | 25,28        | 10 576      | 22,32       |  |
|                | Dominique Antoine                | UDF (FD)       | 9 933        | 22,27        | 14 798      | 31,24       |  |
|                | Marie-France Boutroue            | PCF            | 4 397        | 9,86         |             |             |  |
|                | Raymond Hallard                  | LO             | 1 964        | 4,4          |             |             |  |
|                | Jean-François Etienne            | GÉ             | 1 428        | 3,2          |             |             |  |
|                | Marc Carrignon                   | Les Verts      | 1 348        | 3,02         |             |             |  |
|                | Guy Harlé d'Ophove               | LDI (CNIP)     | 1 113        | 2,5          |             |             |  |
|                | Catherine Beaurain               | MÉI            | 542          | 1,22         |             |             |  |
|                |                                  |                |              |              |             |             |  |
| Inscrits       | Inscrits                         | Inscrits       | 66 273       | 100,00       | 66 270      | 100,00      |  |
| Abstentions    | Abstentions                      | Abstentions    | 19 765       | 29,82        | 17 265      | 26,05       |  |
| Votants        | Votants                          | Votants        | 46 508       | 70,18        | 49 005      | 73,95       |  |
| Blancs et nuls | Blancs et nuls                   | Blancs et nuls | 1 910        | 4,11         | 1 629       | 3,32        |  |
| Exprimés       | Exprimés                         | Exprimés       | 44 598       | 95,89        | 47 376      | 96,68       |  |